# Памече
Памече (словен. Pameče) — поселення в общині Словень Градець, Регіон Корошка, Словенія. Висота над рівнем моря: 406,4 м.